# Nissan R87E
Chronologie des modèles
Nissan R86V Nissan R88C
La Nissan R87E est une voiture de course du FIA Groupe C dont le but principal était de participer aux 24 Heures du Mans 1987. Elle a également été engagée en championnat du Japon de sport-prototypes.

## Développement
Le châssis monocoque, développé exclusivement pour Nissan Motorsports par March Engineering, est en aluminium. Trois Nissan R87E ont été réalisées par Nismo sur la base des châssis fournis.

## Résultats sportifs
| Course                   | Date               | no | Écurie                           | Pilotes                                           | Châssis                     | Classement |
| Course                   | Date               | no | Écurie                           | Pilotes                                           | Moteur                      | Classement |
| ------------------------ | ------------------ | -- | -------------------------------- | ------------------------------------------------- | --------------------------- | ---------- |
| 24 Heures du Mans 1987   | 31 mai au 1er juin | 23 | Nissan Motorsports               | Kazuyoshi Hoshino Kenji Takahashi Keiji Matsumoto | 87G-1                       | Abandon    |
| 24 Heures du Mans 1987   | 31 mai au 1er juin | 23 | Nissan Motorsports               | Kazuyoshi Hoshino Kenji Takahashi Keiji Matsumoto | Nissan VG30ET 3.0L Turbo V6 | Abandon    |
| 24 Heures du Mans 1987   | 31 mai au 1er juin | 32 | Nissan Motorsports               | Masahiro Hasemi Takao Wada Aguri Suzuki           | 87G-1                       | 16e        |
| 24 Heures du Mans 1987   | 31 mai au 1er juin | 32 | Nissan Motorsports               | Masahiro Hasemi Takao Wada Aguri Suzuki           | Nissan VG30ET 3.0L Turbo V6 | 16e        |
| 1 000 kilomètres de Fuji | 27 septembre       | 23 | Nissan Motorsports International | Masahiro Hasemi Takao Wada Dave Scott             | 87G-1                       | 11e        |
| 1 000 kilomètres de Fuji | 27 septembre       | 23 | Nissan Motorsports International | Masahiro Hasemi Takao Wada Dave Scott             | Nissan VG30ET 3.0L Turbo V6 | 11e        |
| 1 000 kilomètres de Fuji | 27 septembre       | 32 | Nissan Motorsports International | Masahiro Hasemi Aguri Suzuki                      | 87G-2                       | Abandon    |
| 1 000 kilomètres de Fuji | 27 septembre       | 32 | Nissan Motorsports International | Masahiro Hasemi Aguri Suzuki                      | Nissan VG30ET 3.0L Turbo V6 | Abandon    |

En Championnat du Japon de sport-prototypes, Nissan a confié le châssis 87G-1 à l'écurie Hoshino Racing qui l'a fait courir aux 500 miles de Fuji, aux 1000 kilomètres de Suzuka et aux 500 kilomètres de Fuji. Le châssis 87G-2n confié à l'écurie Hasemi Motorsport, a couru aux 1000 kilomètres de Fuji, aux 500 miles de Fuji, aux 1000 kilomètres de Suzuka et aux 500 kilomètres de Fuji.